# Angraecopsis parva
Angraecopsis parva är en orkidéart som först beskrevs av Phillip James Cribb, och fick sitt nu gällande namn av Phillip James Cribb. Angraecopsis parva ingår i släktet Angraecopsis och familjen orkidéer. Inga underarter finns listade i Catalogue of Life.